# 贺红梅
贺红梅（1968年—），河北秦皇岛人，现为中央广播电视总台新闻中心播音部副主任，中国中央电视台新闻播音员。毕业于北京广播学院（现中国传媒大学播音与主持学院）播音系。

## 早年经历
1968年出生于河北省秦皇岛市的一个普通家庭，父亲是汽车工程师，母亲从事医务工作，中学时期在秦皇岛一中就读。贺红梅本人从小喜欢朗诵，小学二年级就在全校朗诵过《在泥塑“收租院”里》。后来成为学校里的“小喇叭”，她曾在校运动会上播报成绩和各班级来稿，还在广播站播上一段。
1986年，北京广播学院（现中国传媒大学）委托河北省广播电视厅的工作人员前往秦皇岛物色了播音系学生，贺红梅被工作人员选中，进入北京广播学院播音系（现中国传媒大学播音主持艺术学院）进修。

## 央视生涯
1989年，贺红梅被央视新闻中心的工作人员选中，进入央视新闻中心实习，实习期间曾担任过《新闻联播》的主播。1990年8月正式进入央视新闻中心新闻编辑部播音组报到上班。根据央视内部规定，所有新来的、未经过基层和社会实践的大学生，在赴央视工作前，都要接受为期一年的锻炼。因此在同年年底，贺红梅和她的一些同学、同事被安排到大庆油田锻炼。贺红梅初期在各档新闻节目中露面，以晚间档次的新闻居多。1994年4月1日，贺红梅与康辉共同主持新开办的《世界报道》（现与《晚间新闻》合并）。1995年至1997年间担任《新闻联播》播音员。
2010年，贺红梅担任午间档新闻节目《新闻30分》的播音员。

## 作品

### 新闻节目主持
- 《整点新闻》
- 《晚间新闻/世界报道》
- 《新闻联播》（1991年-1998年）
- 《本周》
- 《新闻30分》（2010年至今，2020年2月底至9月底暂休）

### 重大新闻直播主持
- 香港回归72小时特别报道（天安门分会场直播主持）
- 澳门特别行政区成立庆典大会（现场直播主持）
- 中华人民共和国成立50周年现场直播主持
- 重庆綦江彩虹桥垮塌案庭审直播专题解说

### 配音
- 《新闻联播》新闻稿配音

## 社会活动
贺红梅自2006年开始就给盲人讲电影、做志愿者；2012年，贺红梅和央视其他14位新闻主播当起了盲人趣味运动会的志愿者，呼吁更多人“用自己的声音做盲人的眼睛”。

## 奖项
- 2012年“金话筒奖”电视播音作品奖（《新闻特写：胡锦涛主席在中南海会见美国佩顿中学访华师生》）[6]

## 争议事件
2008年3月19日，央视《晚间新闻》出现了贺红梅拿出粉扑补妆进入直播的镜头。3月21日，央视负责人表示，此举为导播的失误，属于未按操作规程造成了0至5秒的播出事故，并对观众表示歉意。此事件被网友热议为“补妆门”。